# بري ريبنير
بري ريبنير (بالإنجليزية: Brie Rippner)‏ مواليد 21 يناير 1980 في لوس أنجلوس، هي لاعبة كرة مضرب أمريكية سابقة بدأت مسيرتها كمحترفة سنة 1995، اعتزلت اللعب في 2003. أعلى تصنيف لها في الفردي كان المركز الـ 57 في سنة 1999. أعلى تصنيف لها في الزوجي كان المركز الـ 92 في سنة 2002.

## روابط خارجية
- بري ريبنير على موقع رابطة محترفات التنس (الإنجليزية)
- بري ريبنير على موقع الاتحاد الدولي لكرة المضرب (الإنجليزية)
- بري ريبنير على موقع خلاصة التنس.كوم (الإنجليزية)